# Nemoleon secundus
Nemoleon secundus is een insect uit de familie van de mierenleeuwen (Myrmeleontidae), die tot de orde netvleugeligen (Neuroptera) behoort. 
Nemoleon secundus is voor het eerst wetenschappelijk beschreven door Hölzel in 2002.